# ان‌سی‌آی‌اس

نمایی از تیتراژ ابتدایی

ان‌سی‌آی‌اس (به انگلیسی: NCIS) مجموعه تلویزیونی آمریکایی با موضوع پلیسی است. این مجموعه پخش خود را در۲۳سپتامبر ۲۰۰۳ آغاز کرد. این سریال توسط شبکه سی‌بی‌اس آمریکا پخش می‌شود.

## تاریخچه
«سازمان تحقیقات جنایی دریایی»، سریال تلویزیونی پلیسی آمریکایی در سبک نمایشی است. این سریال تلویزیونی دربارهٔ یک گروه خیالی از نمایندگان ویژه «خدمت پژوهش جنایی دریایی» است که بازجویی‌ها و پرونده‌های جنایی را در درون «نیروی دریایی ایالات متحده» و سازمان‌های وابسته به «تفنگداران دریایی ایالات متحده» مدیریت می‌کنند.
محتوا و شخصیت‌های این سریال تلویزیونی ابتدا در یک بخش دو قسمتی به نام JAG که از شبکه تلویزیونی «سامانه خبررسانی کلمبیا - سی بی اس -» پخش شد، معرفی شدند. سریال تلویزیونی «سازمان تحقیقات جنایی دریایی» به غیر از JAG برای نخستین بار در تاریخ ۲۳ سپتامبر ۲۰۰۳ از طریق شبکه تلویزیونی «سامانه خبررسانی کلمبیا - سی بی اس» به روی آنتن رفت که شش فصل کامل از این سریال تلویزیونی از طریق «شبکه ایالات متحده آمریکا - USA Network»، «تلویزیون کاراگاه - Sleuth TV» و «تلویزیون آی او ان - ION TV» پخش شده‌است. تهیه‌کننده اجرایی این سریال تلویزیونی، «دونالد بلیساریو» است که تاکنون سریال‌هایی چون «مگنوم پی آی - Magnum, P.I» و «جهش کمی - Quantum Leap» را تهیه کرده‌است.
نام سریال تلویزیونی NCIS در ابتدا و در طی فصل اول، Navy NCIS بود که بعداً واژه Navy از عنوان آن حذف گردید. در تاریخ ۲۲ سپتامبر سال ۲۰۰۹ فصل هفتم از این سریال تلویزیونی با بازی «کریس او دانل» (به لاتین Chris O'Donnell) و «ال ال کول جی» (به لاتین LL Cool J) به روی آنتن رفت. مکان فیلم‌برداری سریال تلویزیونی «سازمان تحقیقات جنایی دریایی»، سانتا کلاریتا از ایالت کالیفرنیا است.